# 伊藤道治
伊藤 道治（いとう みちはる、1925年6月7日 - 2016年4月3日 ）は、日本の中国古代史研究者。関西外国語大学名誉教授。

## 経歴
1925年、愛知県で生まれた。京都大学文学部史学科で学び、1949年に卒業。
卒業後は神戸大学文学部教授に就いた。1973年、学位論文『出土資料を中心とする殷周史の研究』を京都大学に提出して文学博士号を取得。関西外国語大学教授・同国際文化研究所所長を務めた。定年退職後に同大学名誉教授。2016年4月3日に死去。

## 著作
著書
- 『古代殷王朝のなぞ』角川新書 1967
  - 改訂新版『古代殷王朝の謎』講談社学術文庫 2002
- 『中国古代王朝の形成 出土資料を中心とする殷周史の研究』創文社 1975
- 『図説中国の歴史 1 よみがえる古代』講談社 1976
- 『新書東洋史 1 中国の歴史 1 中国社会の成立 原始-秦・前漢』講談社現代新書 1977
- 『中国古代国家の支配構造 西周封建制度と金文』中央公論社 1987

共著
- 『中国の歴史 1 原始から春秋戦国』貝塚茂樹共著 講談社 1974
  - 改訂改題『古代中国 原始・殷周・春秋戦国』講談社学術文庫 2000
- 『覇者への道』(中国の群雄 1) 江村治樹・岡本好古共著 講談社 1997

論文
- CiNii>伊藤道治